# Bembo
Bembo és un tipus de lletra creat el 1929 per Monotype, en el marc d'una etapa, els anys 1920, en la que aquesta empresa anglesa va reeditar diferents tipus de lletres històriques. A més de la Bembo es crearen famílies i fonts tipogràfiques com la Bodoni, Garamond, Baskerville i Fournier. L'empresa Monotype, amb Stanley Morison com a consultor tipogràfic al capdavant d'aquest gran projecte, va augmentar enormement la riquesa tipogràfica de l'època, guanyant notorietat com a proveïdora de fonts tipogràfiques.

## Marc històric

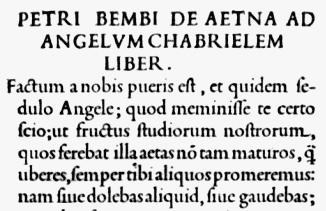
Llibre "De Aetna", 1495–96.
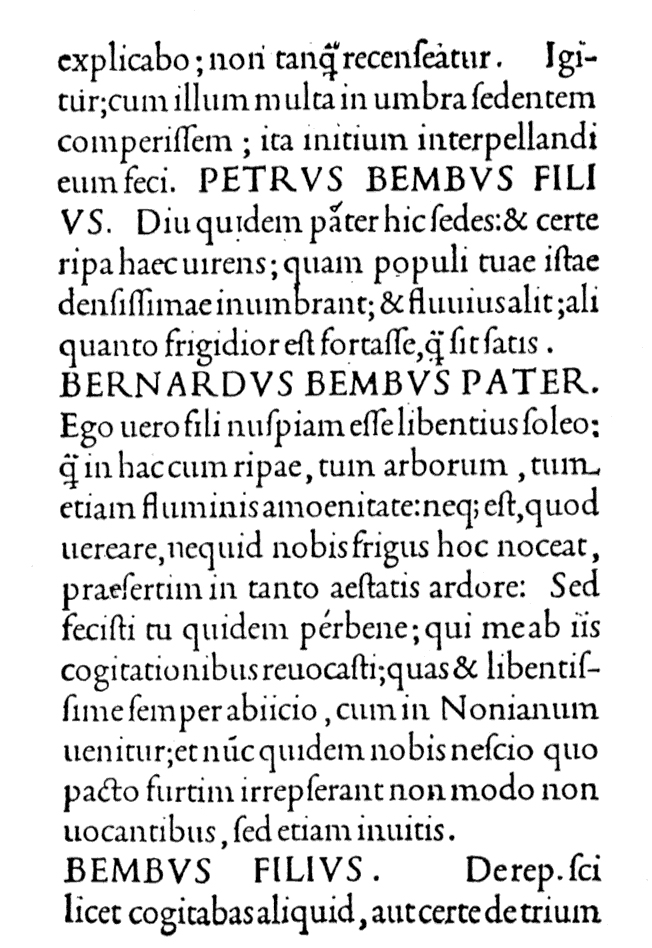
La font de "De Aetna" compta amb elevats ascendents.

La reedició de la Bembo duta a terme el 1929 per Monotype pren com a referència una lletra utilitzada l'any 1495 per la impremta de Aldus Manutius a Venècia. El disseny d'aquesta Romana antiga, encarregada per Aldus Manutius i tallada per Francesco Griffo va ser utilitzada per primer cop per imprimir el llibre de l'encara jove poeta humanista Pietro Bembo, "Petri Bembi de Aetna Angelum Chalabrilem liber".
El disseny de Griffo més harmoniós i lleuger, comparat amb les romanes fetes anteriorment, es distingia per una llegibilitat més gran, i el que començà com un tipus per imprimir un humil tractat de 60 pàgines, en poc temps va arribar fins a París, on Claude Garamond ajudà a estendre la Bembo a Alemanya, Països Baixos i la resta d'Europa.
Tres anys més tard s'amplià el tipus Bembo introduint els caràcters de caixa alta, tallats per Francesco Griffo, fins al moment s'havien estat utilitzant tipus d'altres sèries tipogràfiques.
La segona versió del tipus Bembo arribà el 1499 i s'emprà per imprimir el llibre de Francesco Colonna Hypnerotomachia Poliphili publicat per Aldus Manutius i traduït a l'anglès el 1499.
Per altra banda cal remarcar que el tipus de lletra Bembo va inspirar la creació de molt tipus humanístics duran el segle xv com la Garamond influint notablement en tipus creats en segles posteriors.
Quan en 1920 la companyia Monotype va voler reeditar el tipus Bembo, partiren d'un tipus de lletra considerat de gran bellesa tipogràfica extreta de llibres i materials originals impresos per Aldus per assentar les bases de la família Bembo que coneixem. En aquest procés creatiu, la falta de caràcters en cursiva els portà a buscar la inspiració en un llibre de Giovanni Tagliente imprès el 1524.

## Anatomia del tipus Bembo

### Característiques principals
- Modulació obliqua.
- Contrast mitjà entre els traços amples i els fins.
- Ascendent obliqua traçats terminals en els peus de les lletres de caixa baixa.
- Pes i color mitjà en la seva aparença general.
- Traçats d'acabament enquadrat més lleugers que les de tipus Humanístics.
- Filet horitzontal de la "e" de caixa baixa.
- Caixa alta més baixa que les ascendents de caixa baixa.

## Les fonts de Monotype relacionades

### Poliphilus (1923) i Blado (1923)
El 1923 Monotype va dissenyar dues fonts tipogràfiques inspirades en el mateix període d'impressió i cal·ligrafia italiana: la romana Poliphilus i la cursiva Blado. De traç més excèntric i irregular que la elegant línia de Bembo per a evocar la sensació d'impressió antiga. Es van mantenir en el catàleg de Monotype i van ser digitalitzades, però avui en dia són poc conegudes. Per tant, Bembo pot ser vista com una iteració d'un concepte de disseny preexistent cap a l'atractiu del mercat de masses. Agafant la idea bàsica del disseny de Francesco Griffo i, a diferència de Poliphilus, actualitzant l'aparença perquè coincideixi amb la impressió més sofisticada possible de la dècada de 1920. El nom original de Bembo fou "Poliphilus Modernised".

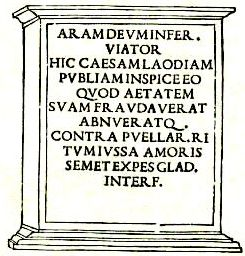
Hypnerotomachia Poliphili (1499)
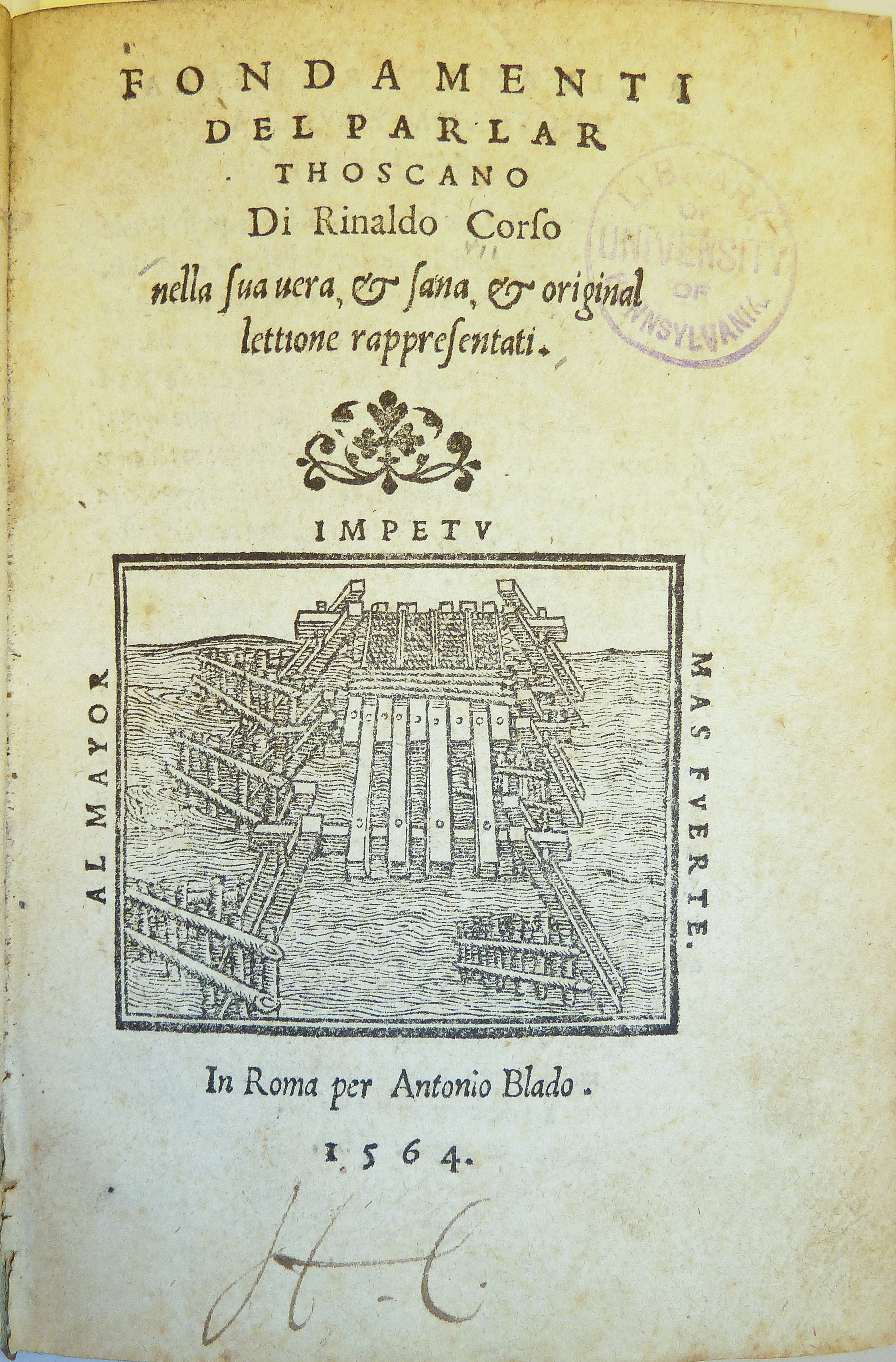
Fondamenti del parlar Thoscano (1564)
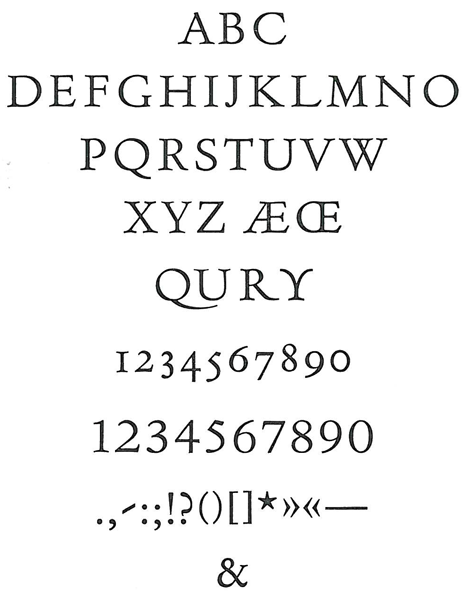
Poliphilus (1923)

Poliphilus fou creada per Pierpont i porta el nom del llibre Hypnerotomachia Poliphili, un dels llibres més famosos de Manuzio en caràcters llatins, que va ser imprès amb la mateixa romana de De Aetna però amb les majúscules retallades. Treball realitzat per a la Societat Medici, que planejava crear una traducció a l'anglès.
Blado és la primera cursiva que s'inclou dins del programa de Monotype per a recuperar fonts clàssiques endegat per Morison. Porta el nom de l'impressor Antonio Blado que el 1539 s'encarregà de la impressió d'una obra de Paolo Giovo. Monotype s'inspirà en aquella impressió, Morison la va descobrir en el manual de cal·ligrafia d'Edward Johnston Writting, iluminating and lettering. Tot i això, l'origen d'aquesta cursiva data de 1526 de la ma d'Arrighi, qui per aquells moments dissenyà la segona de les seves fonts basades en l'escriptura cancelleresca. Les cursives d'Arrighi i Blado, que eren col·legues, mostren petites diferències.
Morison preferia la romana Bembo i menystenia Poliphilus. Morison mantenia que Pierpont es va preocupar d'imitar el resultat imprès i no l'esperit en que es va dissenyar aquella font. Així s'imita fins i tot, totes les distorsions causades per la tinta i els tipus erosionats per la pàgina impresa. Per altra banda, a diferència de Bembo, totes dues presentaven una Y d'influència grega amb el cap corbat, com en l'original.

### Centaur (1914/1929)
Centaur fou elaborada el 1914 pel dissenyador de llibres nord-americà Bruce Rogers, originalment per a ser la tipografia pròpia del Metropolitan Museum of Art. Monotype va publicar-la al mateix temps que la Bembo (1929). Aquesta romana està inspirada en l'obra del tipògraf francès Nicolas Jenson que treballà a Venècia al voltant de 1470, en un període lleugerament anterior al renaixentista italià de Bembo. La cursiva de Centaur fou dissenyada per Frederic Warde, com en Bembo, es basa en una versió lliure de l'obra d'Arrighi del voltant de 1520. Comparada amb Bembo és una mica més lleugera d'estructura, quelcom notablement visible en la versió digital. Penguin sovint l'utilitzava per a capçaleres i títols d'edicions "clàssiques", particularment en les majúscules i les cursives; les minúscules no harmonitzen tan eficaçment amb Bembo a causa de la variabilitat formal de la lletra, com la "e" inclinada.

### Griffo (1929) i Dante (1955)
Tot i que Bembo va dominar la impressió dels llibres britànics durant el segle xx, John Dreyfus afirmava "Morison no estava del tot satisfet per la forma en què la romana Griffo havia estat retallada", sentint que "l'encant real de l'original no s'havia aconseguit en el retallat mecànic". El seu amic i impressor Giovanni Mardersteig va fer dos intents de dissenyar una renovada versió per a ser emprada a la selecta gràfica de la seva propietat, la prestigiosa Officina Bodoni. Primer, seguint el consell de Morison, fou tallat a mà pel gravador Charles Malin, que alguns anys després va retallar una versió de Perpetua per Morison. Aquest revival de "Griffo" més acurat (1929) es va emprar en impressións a mà i no fou desenvolupat per al seu ús fora de l'empresa de Mardersteig.
A la dècada de 1940, Mardersteig va desenvolupar plans per a un segon disseny, Dante, que va ser novament tallat per Malin lentament a partir de 1946, també fou adquirit per Monotype. Monotype Dante Series 592, Dante Semi Bold Series 682 i Dante Titling Series 612, només van ser produïts en mides Didot. Dante es considerada com la tipografia inspirada en l'obra de Francesco Griffo més acurada i consistent.